# Manicalàndia
Manicalàndia (Manikaland o Manicaland) fou una província de Rhodèsia del Sud. Avui dia és una província de Zimbàbue. L'àrea es troba entre els 18° i 21° de latitud sud i els 31° 33' i 33° de longitud est.
Manicaland es trobava a l'est de Mashonaland i a l'oest de l'Àfrica oriental portuguesa (anomenada Gasaland) i cobria una àrea d'uns 26.000 km². El riu Sabi travessa tot el país i està envoltat de muntanyes a banda i banda. Pugen fins als 1140 metres a l'est.

## Història
Manicaland era el nom d'una part de Rhodèsia del Sud que pertanyia a l'esfera d'influència de la Companyia Britànica de Sud-àfrica.
A finals del segle XIX, el país era poc conreat agrícolament, però molt adequat per al cultiu de fruites tropicals. Els jaciments d'or estaven situats al nord. El lloc més gran era Umtali.
Manicaland va ser durant un temps un punt de disputa entre Portugal i la Companyia Britànica de Sud-àfrica. En els tractats de 1891 i 1892, Portugal va renunciar als seus drets.
La província actual de Manicaland té una ubicació similar a la històrica Manicaland, però és més gran amb uns 36.000 quilòmetres quadrats.
Es va crear als anys cinquanta separada de Maxonalàndia i va agafar el nom del poble que l'havia poblat el darrer segle, els manyika, un subgrup xona amb la seva pròpia llengua, el manyika. La província s'ha mantingut estable al llarg dels anys i continua existint. La seva capital fou Umtali que el 1983 va canviar el nom per Mutare.
Per l'actual província de Zimbàbue, vegeu: Manicaland.